# Понтераника
Понтераника (итал. Ponteranica) — коммуна в Италии, располагается в регионе Ломбардия, подчиняется административному центру Бергамо.
Население составляет 6866 человек (на 2004 г.), плотность населения составляет 868 чел./км². Занимает площадь 8 км². Почтовый индекс — 24010. Телефонный код — 035.
Покровителем населённого пункта считается святой великомученик Пантелеймон Целитель. Праздник ежегодно празднуется 27 июля.